# Saint-Eloy
Saint-Eloy é uma comuna francesa na região administrativa da Bretanha, no departamento Finisterra. Estende-se por uma área de 12,55 km². Em 2010 a comuna tinha 216 habitantes (densidade: 17,2 hab./km²).